# Tamás Kiss (Kanute)
Tamás Kiss (* 9. Mai 1987 in Ajka) ist ein ehemaliger ungarischer Kanute.

## Erfolge
Tamás Kiss ging bei den Olympischen Spielen 2008 in Peking mit György Kozmann im Zweier-Canadier über 1000 Meter an den Start. Nach Rang vier im Vorlauf gelang den beiden dank eines zweiten Ranges im Halbfinale die Finalqualifikation. Im Endlauf überquerten sie mit einem Rückstand von 3,9 Sekunden auf das siegreiche belarussische Brüderpaar Andrej und Aljaksandr Bahdanowitsch als Dritte die Ziellinie und gewannen somit die Bronzemedaille. Die Deutschen Christian Gille und Tomasz Wylenzek belegten den zweiten Platz, sie kamen 0,2 Sekunden nach den Ungarn ins Ziel.
Bei Weltmeisterschaften sicherte sich Kiss drei weitere Bronzemedaillen. Im Kanumarathon wurde er zunächst 2013 in Kopenhagen im Einer-Canadier Dritter, ehe ihm dies im Kanurennsport im Vierer-Canadier auf der 1000-Meter-Strecke auch 2014 in Moskau und 2015 in Mailand gelang. Zudem wurde er 2013 in Kasan Goldmedaillengewinner bei der Universiade. Kiss belegte zunächst bei den Europameisterschaften 2014 in Brandenburg an der Havel im Vierer-Canadier den zweiten Platz über 1000 Meter, ehe er 2016 in Moskau im Einer-Canadier auf der 5000-Meter-Distanz Europameister wurde.
Nach seinem olympischen Medaillengewinn 2008 wurde ihm das goldene Verdienstkreuz des Ungarischen Verdienstordens verliehen.